# 臻头河
臻头河，古称溱水，又名青衣水、臻河，位于中国河南省南部，是汝河右岸支流，发源于确山县西北部竹沟镇千年岭北部，流经确山县中部和汝南县西南部，于汝南县三桥乡夏屯村分两支，一支西入宿鸭湖水库，一支经宿鸭湖水库泄洪道，向东于沙口村汇入汝河。全长129公里，流域面积1841平方公里。臻头河从源头起分段又称“竹沟河”、“石滚河”、“吴寨河”、“沙河”、“鱼子河（余子河）”。途纳十里河、刘寨河、陶河、吕岗河等支流。